# Prîslip, Turka
Prîslip (în ucraineană Присліп) este o comună în raionul Turka, regiunea Liov, Ucraina, formată numai din satul de reședință.

## Demografie
Componența lingvistică a comunei Prîslip
     Ucraineană (100%)
Conform recensământului din 2001, toată populația comunei Prîslip era vorbitoare de ucraineană (100%).